# Níkos Kornílios
Pour les articles homonymes, voir Kornílios.
Vous pouvez aider à l'améliorer ou bien discuter des problèmes sur sa page de discussion.
- Certaines informations devraient être mieux reliées aux sources mentionnées dans la bibliographie ou les liens externes. Améliorez sa vérifiabilité en les associant par des références. (Marqué depuis avril 2021)
- Il ne s’appuie pas, ou pas assez, sur des sources secondaires ou tertiaires. (Marqué depuis avril 2021)
- Il contient une ou plusieurs listes. Le texte gagnerait à être rédigé sous la forme d’un ou plusieurs paragraphes synthétiques, afin d’être plus agréable à lire. (Marqué depuis avril 2021)
- Son texte doit être wikifié : il ne correspond pas à la mise en forme Wikipédia (style, typographie, liens internes, liens entre les wikis, etc.). (Marqué depuis avril 2021)

- Archive Wikiwix
- Bing
- Cairn
- DuckDuckGo
- E. Universalis
- Gallica
- Google
- G. Books
- G. News
- G. Scholar
- Persée
- Qwant
- (zh) Baidu
- (ru) Yandex
- (wd) trouver des œuvres sur Wikidata

Níkos Kornílios (grec moderne : Νίκος Κορνήλιος), né à Athènes en 1954, est un réalisateur, scénariste et compositeur grec.

## Biographie

### Les années à Paris
En 1973 il se rend à Paris, où il reste jusqu'en 1989. Il fait des études d'architecture et suit parallèlement les séminaires de composition musicale de Iannis Xenakis à la Sorbonne et les cours de théâtre d'Antoine Vitez au théâtre des Quartiers d'Ivry. Sa thèse Espace, Mouvement, Sons porte sur une perception de la ville comme cadre, avec le « mouvement » dominant l'« immobile ». Le jury était composé de Iannis Xenakis, Éric Rohmer et Jean Baudrillard. En application de ce concept, il créera, dans la ville d'Ivry, dans l'ensemble urbain de Jean Renaudie, le spectacle musical-urbain Sonoreville.
En 1978, il présente (mise en scène, musique) l'œuvre Pseudonymes du poète Dominique Grandmont à l'ARC du musée d'Art Moderne de la ville de Paris.
En 1979, l'Ensemble 2 E 2 M de Paul Méfano présente l’œuvre Avant d'Être à l'église des Blanc-Manteaux.
En 1981, commandé par Maurice Fleuret pour le musée d'Art contemporain, il présente (mise en scène, musique) la pièce de théâtre musicale La Nuit des suppliantes, inspirée de la tragédie d' Eschyle, en collaboration avec le théâtre national de Chaillot.
En 1982, il tourne le film musical Trois Mouvements (réalisation, musique), produit par le Groupe de recherches et d'essais cinématographiques sa première collaboration avec le directeur de la photographie Dominique Colin.
En 1983, il écrit la pièce Stehen, pour piano et orchestre présentée par l'ensemble L'Itinéraire sous la direction de Denis Cohen au Festival de musique de Strasbourg et à la villa Médicis à Rome.
En 1984, son œuvre Peupliers, pour orchestre à cordes, est présentée pour la première fois, sous la direction de Michel Decoust, par l'Orchestre de Cannes-Côte d'Azur puis par l'Ensemble 2 E 2 M au Centre Georges-Pompidou. L'été de la même année, il présente au Festival d'Avignon l'œuvre L'Imitation du silence, dédiée à Samuel Beckett, commandée par ATEM de Georges Aperghis.
En 1985, il fonde le théâtre de l'Aqueduc, avec lequel il présente (direction, musique) la pièce La Septième Porte d'après La Thébaïde de Racine  et  Les Sept contre Thèbes d'Eschyle, au théâtre national de Chaillot, en co-production avec l'Atelier lyrique du Rhin (tournée Alsace).
En 1986, à la demande du Trio à cordes de Paris, il écrit le trio à cordes Pros, présenté au grand auditorium de la Maison de la Radio. Le même projet sera programmé par Pierre Boulez lors d'un concert à l'IRCAM.
En 1988, il se tourne vers le cinéma et fonde avec ses confrères cinéastes Dominique Colin, Lionel Kopp, Renaud Labarthe, Philippe Violet) la société Trois Lumières Productions avec laquelle il réalise ses prochains films.

### Retour en Grèce
En 1991, il revient en Grèce et enseigne le théâtre à l'école du Théâtre national. Il tourne son premier long métrage Équinoxe (scénario, réalisation, musique / quatre prix au Festival de Thessalonique) avec André Wilms, Vassilis Diamantopoulos et Vicky Voliotis. Dans ce film, il collabore avec le trompettiste polonais Tomasz Stańko.
En 1992, il fonde le Laboratoire théâtral et cinématographique où, les années suivantes avec ses étudiants et collaborateurs, il réalisera une série d'œuvres cinématographiques et de représentations théâtrales et il expérimentera de nouvelles formes artistiques.
En 1995-96, il tourne Le Corps innocent / Desert Sky (scénario, réalisation, musique) avec Akillas Karazisis, Iris Hatziantoniou, Evangelia Andreadaki et Arto Apartian (trois prix).
En 1999, il monte Comme il vous plaira de Shakespeare au Théâtre national, et en 2000 Les Larmes amères de Petra von Kant de Fassbinder.
En 2001, il réalise (scénario, réalisation, musique) le film Le Monde à nouveau, un film de rue initiatique avec des protagonistes adolescents. Le film sera présenté en première au festival du film de Karlovy Vary.
Les années suivantes avec son Atelier, il dirige au théâtre  Le Songe de Strindberg, les pièces en un acte de Pinter, La Ronde de Schnitzler ainsi que des formes mixtes de théâtre-cinéma, comme Day for Night. Il démarre une nouvelle période cinématographique, marquée par le film La Musique des visages (2004), un film polyphonique en gros plan, un cinéma minimaliste, sans scénario, basé sur des répétitions avec les acteurs. Ces films jazz improvisés alternent systématiquement avec des films et scénarios classiques. Suivant cette méthode, il tourne avec ses élèves Mardi (2009) et une série de films plus anecdotiques.
Par la suite, il revient à la fiction scénaristique avec le film Rencontres avec mon père (2011), un film qui a été salué par de nombreux festivals internationaux.
Dans le film suivant, Matriarcat (2013), il se lance sous la forme d'un film symphonique avec soixante comédiennes, dans une fiction sans scénario. Le film sera projeté, avec le soutien d'Amnesty International, par de nombreuses organisations sociales et féminines dans le monde entier.
Dans Le Cyprès des profondeurs / Cypress Deep Down (2015), un film expérimental muet, il tiendra lui-même la caméra dans un enregistrement personnel et poétique de la vie amoureuse des corps.
Avec son Atelier, il transfère les œuvres théâtrales de Tchekhov en un seul récit, avec le film  L'Âme du monde (2016).
Il revient à une structure tragique stricte avec le film Les Mains dans le dos (2017), avec Costas Arzoglou, Aurora Marion, Katia Leclerc O'Wallis. Un film sur le côté obscur de l'art, centré sur les répétitions d'une famille d'acteurs autour du Macbeth de Shakespeare.
Dans son dernier film Tu chantes, je chante / Canto si tu Cantas, il tente un nouveau film symphonique, avec la participation de cinquante acteurs, musiciens et danseurs, dans un même espace et temps, sur le thème de la communauté et du partage.

## Filmographie
- 1982 : Trois mouvements
- 1991 : Équinoxe
- 1997 : Le Corps innocent
- 2002 : Le Monde à nouveau
- 2008 : La Musique des visages
- 2011 : Mardi
- 2012 : Onze Rencontres avec mon père
- 2014 : Matriarcat
- 2015 : Le Cyprès des profondeurs
- 2016 : L'Âme du monde
- 2018 : Les Mains dans le dos
- 2020 : Tu chantes, je chante